# 哈里特 (阿肯色州)
哈里特（英語：Harriet）是位於美國阿肯色州瑟西縣的一個非建制地區。該地的面積和人口皆未知。

## 地理
哈里特的座標為35°59′36″N 92°31′14″W / 35.99333°N 92.52056°W，而該地的平均海拔高度為273米（即896英尺）。